# Al-Mukanna
Al-Mukanna   (Merv, segle VIII - 783) fou el malnom donat a un rebel de Transoxiana durant el califat d'al-Mahdi (775-785), nadiu de Merv, que amagava el seu rostre sota un vel de seda (qinà) o una mascara d'or. Les fonts li donen diversos noms reals (Atà, Hakim, Hixam ibn Hakim i Hàixim) però no se sap segur quin era el verdader, tot i que el darrer sembla que fou el que ell mateix es va donar i era el crit de guerra dels seus seguidors («Oh, Hàixim, ajuda'ns!»).

## Biografia
D'origen iranià, Hāshim era de Balkh i era un plegador de roba. Es va convertir en comandant d'Abu Muslim de la província del Gran Khorasan de l'Iran o (Pèrsia). Després de l'assassinat d'Abu Muslim l'any 755 dC, Hashim va afirmar ser l'encarnació de Déu. Hashem tenia fama de portar un vel per cobrir la seva bellesa, mentre que els seus seguidors portaven roba blanca en oposició al negre dels governants abbàssides. Té fama d'haver practicat màgia i miracles per guanyar seguidors. També se sap que Muqanna i els seus seguidors van introduir la propietat comuna de les dones.
Al-Muqanna va néixer amb el nom de Hashim. Era originari de Balkh a l'Afganistan modern. En aquell moment, la ciutat estava sota el domini del califat abbàssida, els caps del qual reclamaven la successió del profeta islàmic Mahoma i el lideratge de la comunitat musulmana. Va treballar en tèxtils abans de la seva carrera política i religiosa. El sobrenom d'Al-Muqanna prové del vel que portava a la cara. L'Enciclopèdia Iranica informa que els primers estudiosos creien que era d'origen sogdià.
Hashim va ser fonamental en la formació dels exèrcits Khorrām-Dīnān dirigits per Pāpak Khorram-Din. Aquest va ser un aixecament dels perses amb l'objectiu d'enderrocar els àrabs governants. Quan els seguidors de Hashim van començar a assaltar ciutats i mesquites d'altres musulmans i saquejar les seves possessions, els abbàssides van enviar diversos comandants per aixafar la rebel·lió. Hashim va optar per enverinar-se en lloc de rendir-se als abbàssides, que havien calat foc a casa seva. Hashim va morir finalment en un fort persa prop de Kesh. S'han trobat monedes encunyades per al-Muqanna, i tenen en un costat les paraules «Déu va ordenar fidelitat i justícia» en escriptura cúfica i per l'altra «Hàixim, valí d'Abu-Múslim».